# Bedřich Filip z Lobkowicz
Bedřich Filip princ z Lobkowicz, po roce 1918 jen Bedřich Filip Lobkowicz, zvaný Liti, (německy Friedrich Philipp Prinz von Lobkowitz; 22. září 1875 Křimice – 9. srpna 1931 Praha) byl český šlechtic z křimické větve rodu Lobkowiczů a státní úředník. Působil v Praze a Salcburku.

## Život
Narodil se jako syn poslance Františka Evžena (1839–1898) a jeho manželky Kunhuty hraběnky ze Šternberka (1847–1916), dcery c.k. komořího a rytíře Maltézského řádu Zdeňka ze Šternberka (1813–1900).
Bedřich Filip měl 5 sourozenců – Evžena (*/† 1870), Františka Zdeňka (1872–1927), Karolínu (1873–1931, provdanou z Croÿ), Jaroslava Aloise (1877–1953) a Marii Terezii (1880–1948, provdanou von Busseul).
Po dokočení studií na gymnáziu v roce 1895, studoval práva na univerzitách ve Würzburgu, Mnichově, kde navštěvoval také přednášky filosofa Franze Brentana. Vysokoškolská studia zakončil v Praze disertací na téma Generální sněm České koruny v době habsburské, se získáním titulu doktora práv, který mu 21. ledna 1903 předal jeho bratr Jaroslav Alois. V témže roce se stal členem zemské vlády v Salcburku a po převratu v roce 1918 se vrátil do Prahy.
Byl rytířem bavorského Řádu sv. Jiří a justičním rytířem Řádu maltézských rytířů.
JUDr. Bedřich Filip z Lobkowicz zemřel 9. srpna 1931 v pražské Loretě. V Loretě byl také pohřben.